# Txikito de Kanbo
Bernard Joseph Apesteguy o Joseph Apeztegi, més conegut com a Txikito de Cambo (Kanbo, 20 de maig de 1881 - Getaria, 21 de desembre de 1950) va ser un jugador professional de pilota basca. Es donà el seu nom al frontó de París on se celebraren els Jocs Olímpics d'Estiu de 1924.

## Galeria d'imatges

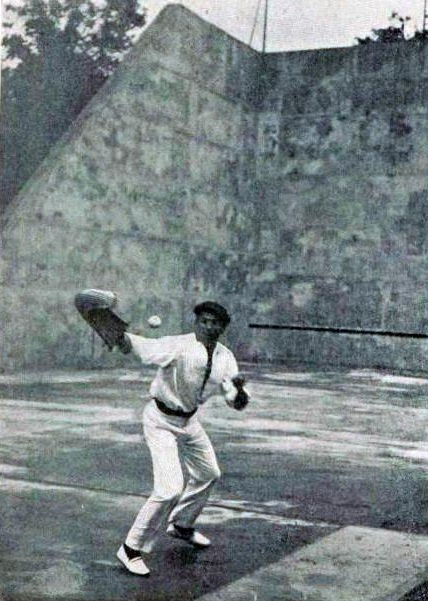
Txikito de Cambó a Neuilly (JO 1900).
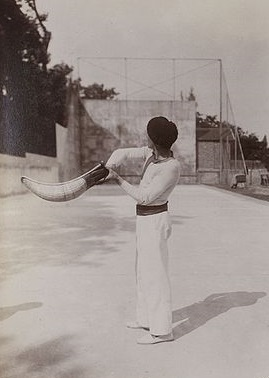
Txikito a Paris...
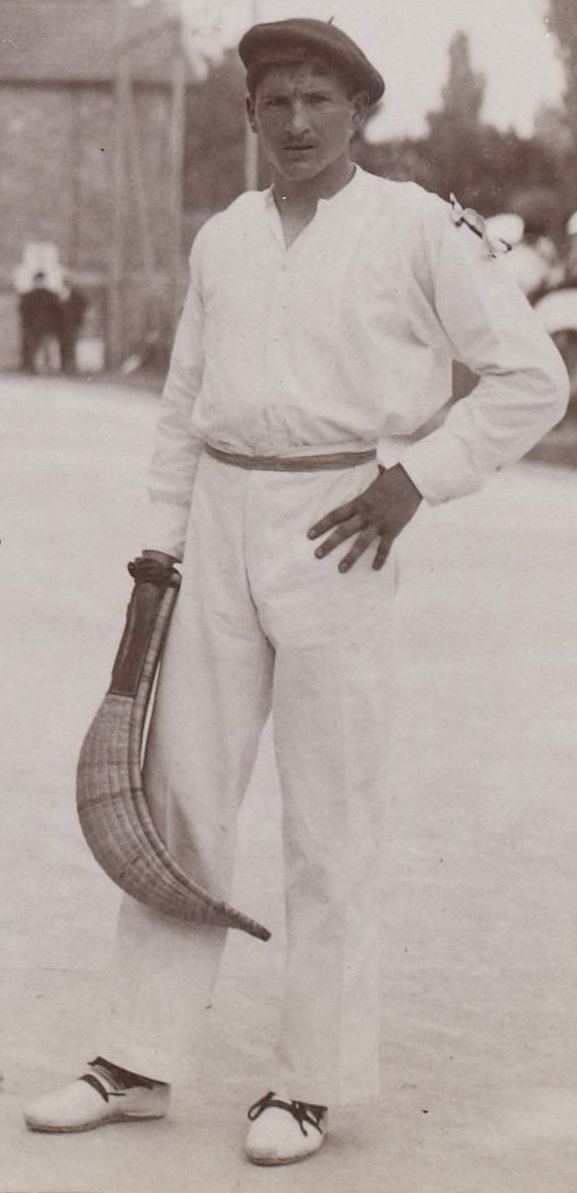
...el 7 de juliol de 1901.